# 何世明
何世明（1911年12月29日—1996年2月19日），男，广东順德人，1957年8月6日受封香港圣公会的法政牧师，其夫人是林鍚棠女士，岳丈是浸信会的林明德牧师，在年轻时曾远赴美国經商，后捨弃商務而全心接受牧职，后在西雅图創立华人浸信会。何世明牧師的夫人林鍚棠女士年少时曾就读培正中学旁边的培道女子中学，何世明其时是中学銀乐队的喇叭手，因此被林鍚棠傾慕。 1928年中学畢业后，到上海工作一段时间，后入读国立中山大学。移港后，他曾在浸会学院任教中国文化与基督教信仰的课程。1961年时，他接任香港中华基督教青年会中学校長，1962年2月9日成为该校从小学擴建为中学后的首任校長，並从中文中学转为英文中学，所聘任当时的老师群，都是对教育充滿熱诚的，学校在何世明牧師的帶領下，当年的青中同人，上下一心，使校政平穩發展、教师群及受教学生都為何牧師所提出的「一天青中人，一生青中人」而作出見证。1977年，何校長退休。

## 生平

### 早年生活
何世明牧师祖籍广东顺德，1911年12月29日在內地出生。中学就读广州培正中学，是该校銀乐队的喇叭手（小号）。畢业后得到友人的介绍而到上海工作，在上海工作的一段日子，隨著名音乐家冼星海学习小提琴。

### 事奉
1955年10月20日受按会吏，1957年8月6日受封香港圣公会的法政牧师。1958年1月至4月在香港圣公会圣雅各堂（HKSKH St.James Church）作义務圣品，曾任圣公会路加堂主任。1970年代，何牧师常在Alopen Chapel 开讲座研讨中国文化与基督教。1980年創立基督教文化学会，研究基督教与中国文化的关係、基督教与儒家思想之互补关係。

### 教育生涯

#### 教学抱負与理想
1. 学校应该为学生而存在
2. 作为基督徒任职基督教学校，以神为主
3. 辦理青年会中学的宗旨：以上帝为主，学生为貴，学校次之，学校当局為轻
4. 中国人必須重視中国语文
5. 現代化及升学須要，亦不容忽略英国语文

#### 聘请的教師
何校長任职青年会中学的十六年中，聘请了近百位优秀的教师。1969年时，青年会中学有教师33人，22位男教师，11位女教师。他们是王炳焜老师（教英文）、曾国权老师、蔡德銓老师、辛兆勤老师、梅冷堅老师、李榮基老师、王曦老师（教音乐及絵画）、梁松波老师、袁鳯文老师、陈汉章老师、林廷辉老师（教音乐）、葉達有老师、谭少刚老师、何六韜老师、黃宗濣老师、谭榮桑老师、唐如慶老师、張成光老师、方仁傑老师、莫耀焜老师、金宝楨老师（教地理）、罗炽培老师、鍾慧贤老师、李悅英老师、李文娟老师、黃韻秋老师（教英文及西史）、張劢娴老师（教数学）、盧建开老师、梁燕婷老师、黃小薇老师（教圣经、中国语文及中国文学）、張爱华老师、熊碧璋老师、余順蘭老师。 这当中的袁鳯文、莫耀焜及李榮基三位老师原任教於智行中学，后受何世明牧师礼聘而转任教青中。

1976年时，青年会中学的教师人数增加至40位，27位男教师，13位女教师。新入职的包括李春林老师、喻英傑老师、何汝洛老师（教数学，后升为副校長）、方鏡熹老师（教中文及中国文学）、李兆文老师、叶沃培老师、鄧光武老师（教体育）、黃緣伟老师、何長霖老师（教英文）、莫家驹老师（教数学）、鮑冠雄老师、麥膠光老师（教中国语文及中国历史）、彭耀宗老师（教中国文学）、狄观宗老师、梁柱华老师、胡宋玉老师（教地理）、蘇戩娴老师（教英文及世界历史）、邱海燕老师、馮宝贤老师、陈越群老师（教化学）、陈振华老师、饒清芬老师（教世界历史）、叶秀华老师。这些新老师中，有青中畢业生如何汝洛老师、胡宋玉老师、陈越群老师。 

#### 教学方針
何牧师在1961年接任青年会中学校長一职后，当年该校雖仍是中文中学，但为学生升学需要，制定中英並重，规定学生除教科书外，每学期必須阅读中英文课外书各三本，並且由任教老师測验考查。其目的在引导学生对阅读生起兴趣，使其开阔视野、加強思考能力。由此，各班另设图书櫃，供班級同学借阅，由该班社职员負责管理。 何牧师在1963年在青中同意林廷辉老师成立唱诗班，教导声乐及合唱技巧，由于林廷辉老师在七十年代初移居美囯，接任者是王曦老师。

#### 青草校刋
何世明校長在1961年任职青年会中学校長后，在1964年即創刋《青草》，每年一卷，每卷二期，分別在上下学期出版。到何校長在1977年退休时，《青草》校刋已出版了14卷共28期。何校長每期都会发表一兩篇短文闲谈学校的设施、亦发表其教学理念或在外的教育演讲等，刋登于「青草地上专栏」。

## 著作
何世明牧師著有「世明文集」三辑，每辑七本，合共廿一本。

第一辑 宗教与文化
1. 基督教与儒学对谈（1986）
2. 基督教儒学四讲 （1987）
3. 中国文化之有神论与无神论（1986）
4. 从基督教看中国孝道 （1963）
5. 基督教与中国伦理 （1986）
6. 基督教本色神学谈 （1987）
7. 中华基督教融贯神学芻议（1987）

第二辑 信仰与生活
1. 基督教十二讲 （1955）
2. 基督徒的信仰与生活（1956）
3. 信徒事奉与教会行政 （1987）
4. 基督信徒的灵性修养（1987）
5. 基督教人生观概论（1959）
6. 基督化之全人教育 （1987）
7. 基督化教育经验谈（1987）

第三辑 文学与传记
1. 苦杯里的甜果 （1986）
2. 小草集 （1965）
3. 听泉集
4. 行腳集 （1987）
5. 剪影集（1987）
6. 十六载愉快时光
7. 生命的四重奏 [3] [13]

《人的教育》（1958）
《懷想集》（1991）
《融貫集》（1992）
《谈屑集》（1992）
《探索集》（1993）
《滙文集》（1993）

## 相关條目
- 中华基督教青年会中学
- 中华基督教会

## 外部連結
1985.01.19 何世明法政牧師：生命的前景 （页面存档备份，存于）
谈中国的新年习俗 （页面存档备份，存于）
| 學術機關職務                                | 學術機關職務  | 學術機關職務 |
| ------------------------------------------- | ------------- | ------------ |
| 香港中華基督教青年會中學校長 1962年－1977年 | 繼任： 辛兆勤 |              |